# Mariz (actriz)
Mariz Ricketts, conocida también simplemente como Mariz es una cantante y actriz de TV-host de cine y televisión filipina.

## Carrera
Mariz interpretó un tema musical para una película titulada "Ang Lihim Ng Golden Buddha" en 1989. Ella se convirtió en una popular cantante, tras lanzar exitosas canciones que la llevaron a la fama como Kasalanan Ba?, Iyong-Iyo y Paano Pa Kita Malilimutan?. Mariz produjo además para películas de acción, bajo la empresa productora de "Rocketts Productions", junto a esposo Ronnie Ricketts.
También trabajó como presentadora de televisión junto a German Moreno, en un programa llamado "Walang Tulugan".

## Vida personal
Está casada con el actor Ronnie Ricketts, desde el 18 de diciembre de 1993. La pareja tiene además dos hijas, Marella y Marie. Marella Ricketts está incursionando como actriz de cine, en una película titulada " The Fighting Chefs" o "Los Chefs de  lucha". 

## Filmografía
- Aso ni San Roque (TV series) (2012-2013)
- Ang Utol Kong Hoodlum (TV series) (2011)
- Ikaw Sana (TV series) (2009)
- Dapat Ka Bang Mahalin? (TV series) (2009)
- Dyesebel (TV series) (2008)
- Lagot Ka Sa Kuya Ko (2006)
- Love to Love (TV series) - Love Blossoms (2004)
- Mano Mano 2: Ubusan Ng Lakas (2001)
- Walang Tulugan with the Master Showman (TV show) (1997-2013)
- Madaling Mamatay, Mahirap Mabuhay (1996)
- Matinik Na Kalaban (1995)
- Pandoy: Alalay Ng Panday (1993)
- Patapon (1993)
- Valiente (TV series) (1992-1997)
- Ganti Ng Api (1991)
- Wooly Booly 2: Ang Titser Kong Alien (1990)
- Paikot-Ikot (1990)
- Tootsie Wootsie: Ang Bandang Walang Atrasan (1990)
- Wooly Booly: Ang Classmate Kong Alien (1989)
- Aso't Pusa (1989)
- GMA Supershow (TV show) (1989-1997)

## Discografía

### Canciones
- Kasalanan Ba?
- Salamat
- Titig Pag-ibig
- Iyong-Iyo
- Twing Kasama Mo Sya
- Tayo Na
- Dito Na Tayo

### Álbum: Naaalala Ko Na (1993)
- Changes
- Kahit Na Tayo Ay Nagkalayo
- Naaalala Ko Pa
- Sayang Lang
- Paano Pa Kita Malilimutan?
- Dito Sa Piling Mo
- Hindi Magwawakas
- Ibibigay, Iaalay
- Pinakamamahal
- Sana'y Ikaw Na Nga

### Álbum de música cristiana
- Sa Paskong Ito